# Île Deverall
L'île Deverall est une petite île de l'océan Austral située dans la mer de Ross, à une dizaine de kilomètres des côtes du continent Antarctique. Elle a été nommée en l’honneur de l’opérateur-radio de la base antarctique Scott, William H. Deverall, lors de la New Zealand Geological Survey Antarctic Expedition (NZGSAE) (1960-1961).
Située par 81° 29′ de latitude sud, l'île Deverall, recouverte d’une calotte glaciaire, serait l'île la plus australe de la Terre.